# Термінал ЗПГ Баїя-Бланка
Термінал ЗПГ Баїя-Бланка –  аргентинський інфраструктурний об’єкт для приймання зрідженого природного газу (ЗПГ).
На початку 2000-х зростаюча економіка Аргентини різко збільшила споживання блакитного палива, при цьому газова промисловість країни не змогла задовольнити внутрішній попит, що призвело до енергетичної кризи. Як наслідок, вирішили звернутись до імпорту природного газу у зрідженому вигляді, причому зробили вибір на користь плавучого регазифікаційного термінала, що потребувало менше капітальних інвестицій та часу на створення.
Для розміщення терміналу обрали портово-індустріальну зону Порт-Гальван, що знаходиться на північній стороні естуарію Баїя-Бланка. Тут розташований потужний завод азотної хімії та ТЕС П'єдра-Буена, а поряд проходить цілий ряд газопроводів, як то General San Martin, Neuba I та Neuba II (надалі, у 2015-му, також почала роботу ТЕС Гільєрмо Браун).
Причал терміналу ЗПГ облаштували на території заводу з фракціонування зріджених вуглеводневих газів компанії MEGA. Він забезпечує швартування плавучої установки зі зберігання та регазифікації ЗПГ завдовжки до 291 метра, до якої з іншої сторони швартуються газовози, що доправляють нові партії зрідженого газу. В межах проєкту провели днопоглиблювальні роботи, які забезпечили глибини на підхідному каналі та біля причалу на рівні 13,9 метра.
Регазифікована продукція по перемичці завдовжки близько 1 км подається до трубопроводу, що сполучає ГПЗ Хенераль-Серрі (через нього проходять зазначені вище три газопровідні системи) із заводом азотних добрив Profertil. Трубопровід Хенераль-Серрі – Profertil має довжину 17 км, діаметр 450 мм і розрахований на робочий тиск у 8,5 МПа, що забезпечує пропускну здатність на рівні у 14,1 млн м3 на добу.
Плавучу установку для терміналу Баїя-Бланка надає у фрахт американська компанія Excelerate Energy. З початку роботи термінала у 2008 році та до 2011-го це була установка «Excelsior», а з 2012-го по першу половину 2015-го в Баїя-Бланка працювала установка «Express». Далі сюди перевели з іншого аргентинського терміналу Ескобар установку Exemplar, яка працювала в Баїя-Бланка до жовтня 2018-го.
У другій половині 2010-х завдяки розробці сланцевої формації Вака-Муерте Аргентина змогла покращити ситуацію із забезпеченням попиту на блакитне паливо за рахунок власного видобутку. Як наслідок, термінал у Баїя-Бланка не працював кілька років, проте з травня по серпень 2021-го Exemplar знову законтрактували для роботи тут на час зимового сезону, що тягне за собою пікове енергоспоживання.
У 2022-му Exemplar провела ще один зимовий сезон у Баїя-Бланка.